# فريتز شولتز (لاعب كرة قدم)
فريتز شولتز (و. 1886 – 1918 م) هو لاعب كرة قدم ألماني، ولد في برلين، مركز لعبه هو مهاجم، توفي عن عمر يناهز 32 عاماً.

## روابط خارجية
- فريتز شولتز على موقع قاعدة بيانات كرة القدم.إي يو (الإنجليزية)
- فريتز شولتز على موقع ناشيونال فوتبول تيمز (الإنجليزية)
- فريتز شولتز على موقع عالم كرة القدم.نت (الإنجليزية)